# Castelpoto
Castelpoto [kastɛlˈpɔto, -el-] è un comune italiano di 1 123 abitanti della provincia di Benevento in Campania.

## Storia
Il sito risale all'epoca sannitico - romana: lo confermano iscrizioni e reperti rinvenuti nel territorio. Il paese, sorto sul colle prospiciente la valle del Calore Irpino e la pianura beneventana e sviluppatosi sotto i Longobardi e i Normanni, subì le alterne vicende delle lotte tra il confinante territorio pontificio di Benevento e il regno svevo. Dopo un breve periodo di dominio pontificio, infatti, il paese fu occupato e sottomesso da Federico Il. Fu poi sotto il dominio degli Angioini, degli Aragonesi e degli Spagnoli, conservando sempre la sua identità politico - amministrativa dal Regno di Napoli all'unità d'Italia.

## Monumenti e luoghi d'interesse

### Architetture religiose
- Chiesa parrocchiale di San Nicola da Mira, ricostruita nel 1698 e benedetta dal cardinale Vincenzo Maria Orsini, futuro papa Benedetto XIII
- Cappella della Madonna di Fatima
- Grotta della Madonna di Lourdes

### Architetture civili
- Castello
- Palazzo Ducale appartenuto ai duchi Bartoli
- Palazzo Marcangelo
- Palazzo Mancini

### Monumenti
- Monumento nazionale ai valani, schiavi dai dieci anni in su venduti per quasi niente ai vecchi padroni di armenti ogni 15 agosto in Piazza Orsini a Benevento e costretti per anni a vivere nelle stalle, seguendo il ritmo degli animali, del loro sonno e del loro risveglio.

### Altro
- Centro storico di fine XVII secolo, tipico abitato con vicoli stretti e tortuosi e case in pietra lavorata
- Belvedere del Monte, veduta paesaggistica della valle beneventana situata alla fine del borgo antico dove un tempo sorgeva l'antica chiesa di S. Nicola
- San Laureato martire, santo unico in tutto il mondo e venerato solo a Castelpoto, di cui si conservano le reliquie. È protettore contro la spagnola
- Statua policromata di San Nicola del 1687
- Parco Sant'Andrea in cui sono presenti i resti della Chiesa rurale di S. Andrea apostolo, sorta sull'antico tempio della dea Giunone e sconsacrata nel 1692
- Museo etnografico di Castelpoto
- Ruderi del ponte romano delle Maurelle, situato presso il fiume Calore e su cui transitava la Via Latina, asse di collegamento in antichità tra Roma e Benevento. La maggior parte degli storici sono concordi nell'indicare in questo ponte la prima sepoltura del corpo di Manfredi di Svevia
- Sorgente del "Pisciariello"
- Sorgente di acqua sulfurea

## Società

### Evoluzione demografica
Abitanti censiti

### Etnie e minoranze straniere
Al 31 dicembre 2023 risultano 20 cittadini stranieri di Stati diversi residenti nel comune: Romania, Ucraina, Nigeria, Ghana, Pakistan. 

## Cultura

### Cucina
La salsiccia rossa rappresenta una delle peculiarità di Castelpoto, tra le più rappresentative, tanto che a fine aprile il paese le dedica una nota fiera-mercato.
La lavorazione è particolarmente laboriosa e complessa. Si inizia selezionando carni suine scelte (prosciutto, spalla), privandole di nervature e grasso e macinandole in modo grossolano. Stessa operazione viene effettuata con lardo e pancetta. I due ingredienti vengono mescolati tra loro e addizionati di polvere di peperoncini - dolci o piccanti - coltivati in loco, i papauli in dialetto locale.
La polvere viene preparata frantumando peperoni piccoli, quelli infilati con ago e filo in collane e poi appese ad essiccare all'aria in un luogo ombroso. Dopo la tostatura in forno a legna, alimentato con legno d'ulivo e quercia, sono macinati manualmente, sino ad ottenere una polvere finissima.
A questi ingredienti si aggiungono un infuso di teste d'aglio in acqua, per evitare che le carni si asciughino troppo, sale e finocchietto selvatico e si impasta nuovamente il tutto. Segue una fase di riposo e poi l'insaccatura in budello naturale, pratica ancora oggi eseguita completamente a mano. Si formano collane di piccole salsicce, dove ogni salsiccia ha un peso variabile dai 100 ai 140 grammi.
La salsiccia viene riposta in locali naturali, dove stagiona sotto la stretta e quotidiana vigilanza dei produttori dai 20 ai 50 giorni, secondo il calibro e la pezzatura.
La modalità di consumo più comune è a fettine con un buon pane casereccio oppure, per chi riesce a reperirlo, con il pane cunzat (una pizza arricchita di ciccioli e uva passa che si produce solo a Castelpoto).
A Castelpoto si è soliti mangiarla anche fresca, cotta alla brace o come condimento dei fusilli fatti a mano.
La salsiccia rossa è prodotta ancora in tutte le famiglie di Castelpoto, ma solo quella marchiata dal Consorzio - che riunisce i cinque produttori di Salsiccia rossa di Castelpoto - è l'unica in grado di garantire una tracciabilità di tutta la filiera. Il consorzio è stato costituito nel 2007 allo scopo di tutelarla e di regolare la sua produzione con un disciplinare rigoroso che stabilisce norme precise anche per l'alimentazione dei suini.
L'allevamento dei suini - da epoca antichissima caratteristico del Sannio - è condotto ancora in maniera tradizionale: le razze locali, originariamente nere, si sono incrociate nel corso del tempo con razze bianche più recenti, originando maiali dal vello pezzato, che sono attualmente utilizzati per la produzione di salsiccia rossa. La produzione della Salsiccia rossa di Castelpoto avviene da novembre ad aprile. La stagionatura minima è di tre settimane.

## Infrastrutture e trasporti

### Strade
Il principale asse di trasporto per il comune, benché al di fuori del suo territorio, è costituito dalla strada provinciale 152 SSV Fondovalle Vitulanese, tramite l'omonimo svincolo e quello di Castelpoto - Torrecuso; la strada permette un collegamento a scorrimento veloce con il capoluogo provinciale da un lato e con il resto della valle Vitulanese dall'altro. Altre strade di rilievo provinciale a servizio di Castelpoto sono extraurbane secondarie ed inserite dall'ente gestore nei comparti 1: hinterland di Benevento e 5: Vitulanese - Caudino, a cavallo dei quali il territorio comunale si trova. Queste strade sono la SP 150 Vitulanese I Tronco - Castelpoto - SS 7, che dalla SP 109 nei pressi di monte Mauro raggiunge il centro abitato e si collega poi alla SS 7 Via Appia in contrada Pontecorvo a Benevento, e la SP 151 Castelpoto, che inizia dalla precedente nei pressi del centro abitato e raggiunge nel territorio di Foglianise prima la citata Fondovalle Vitulanese e poi la SP 153.

### Ferrovie
Il comune era servito dalla stazione di Benevento Pontecorvo-Castelpoto della ferrovia Benevento-Cancello, attiva dal 2003 al 2018, sita nei pressi della SS 7 Appia e raggiunta dalla stessa SP 150.

## Amministrazione
| Periodo    | Periodo    | Primo cittadino       | Partito                                                     | Carica                    | Note   |
| ---------- | ---------- | --------------------- | ----------------------------------------------------------- | ------------------------- | ------ |
| 1809       | 1809       | Antonio Maio          |                                                             | Sindaco                   |        |
| 1810       | 1810       | Ignazio Feo           |                                                             | Sindaco                   |        |
| 1811       | 1812       | Ignazio Maio          |                                                             | Sindaco                   |        |
| 1813       | 1814       | Costanzo Feo          |                                                             | Sindaco                   |        |
| 1815       | 1816       | Ignazio Feo           |                                                             | Sindaco                   |        |
| 1817       | 1819       | Costanzo Della Pietra |                                                             | Sindaco                   |        |
| 1820       | 1822       | Giuseppe Di Gioia     |                                                             | Sindaco                   |        |
| 1822       | 1823       | Costanzo Della Pietra |                                                             | Sindaco                   |        |
| 1824       | 1830       | Rocco Di Gioia        |                                                             | Sindaco                   |        |
| 1830       | 1830       | Vincenzo Di Gioia     |                                                             | Sindaco                   |        |
| 1830       | 1832       | Domenico A. Iadanza   |                                                             | Sindaco                   |        |
| 1832       | 1832       | Vincenzo Di Gioia     |                                                             | Sindaco                   |        |
| 1833       | 1836       | Domenico A. Iadanza   |                                                             | Sindaco                   |        |
| 1836       | 1839       | Giuseppe Mercugliano  |                                                             | Sindaco                   |        |
| 1839       | 1842       | Vincenzo Maio         |                                                             | Sindaco                   |        |
| 1842       | 1842       | Angelo Iannuzzo       |                                                             | Sindaco                   |        |
| 1842       | 1844       | Crescenzo Martino     |                                                             | Sindaco                   |        |
| 1844       | 1844       | Vincenzo Di Gioia     |                                                             | Sindaco                   |        |
| 1844       | 1844       | Crescenzo Martino     |                                                             | Sindaco                   |        |
| 1845       | 1854       | Gennaro Maio          |                                                             | Sindaco                   |        |
| 1854       | 1855       | Filippo Della Pietra  |                                                             | Sindaco                   |        |
| 1855       | 1856       | Gennaro Maio          |                                                             | Sindaco                   |        |
| 1856       | 1856       | Filippo Della Pietra  |                                                             | Sindaco                   |        |
| 1857       | 1858       | Gennaro Maio          |                                                             | Sindaco                   |        |
| 1858       | 1858       | Filippo Della Pietra  |                                                             | Sindaco                   |        |
| 1858       | 1858       | Gennaro Maio          |                                                             | Sindaco                   |        |
| 1858       | 1859       | Filippo Della Pietra  |                                                             | Sindaco                   |        |
| 1859       | 1859       | Gennaro Maio          |                                                             | Sindaco                   |        |
| 1859       | 1859       | Giuseppe A. Maio      |                                                             | Sindaco                   |        |
| 1859       | 1859       | Gennaro Maio          |                                                             | Sindaco                   |        |
| 1860       | 1861       | Filippo Della Pietra  |                                                             | Sindaco                   |        |
| 1861       | 1862       | Pietro Maio           |                                                             | Sindaco                   |        |
| 1863       | 1866       | Francesco Di Gioia    |                                                             | Sindaco                   |        |
| 1867       | 1869       | Giuseppe Feo          |                                                             | Sindaco                   |        |
| 1870       | 1870       | Fabiano Feo           |                                                             | Sindaco                   |        |
| 1871       | 1872       | Francesco Di Gioia    |                                                             | Sindaco                   |        |
| 1873       | 1874       | Luigi Maio            |                                                             | Sindaco                   |        |
| 1875       | 1875       | Andrea Maio           |                                                             | Sindaco                   |        |
| 1876       | 1878       | Lorenzo Palma         |                                                             | Sindaco                   |        |
| 1879       | 1887       | Luigi Di Gioia        |                                                             | Sindaco                   |        |
| 1888       | 1891       | Andrea Feo            |                                                             | Sindaco                   |        |
| 1891       | 1891       | Luigi Maio            |                                                             | Sindaco                   |        |
| 1892       | 1894       | Nicola Maio           |                                                             | Sindaco                   |        |
| 1895       | 1895       | Domenico Di Gioia     |                                                             | Sindaco                   |        |
| 1896       | 1898       | Francesco Feo         |                                                             | Sindaco                   |        |
| 1899       | 1902       | Giuseppe Mancini      |                                                             | Sindaco                   |        |
| 1903       | 1907       | Nicola Maio           |                                                             | Sindaco                   |        |
| 1907       | 1907       | Pietro Miao           |                                                             | Sindaco                   |        |
| 1908       | 1909       | Antonio Mancini       |                                                             | Sindaco                   |        |
| 1910       | 1914       | Innocenzo Mancini     |                                                             | Sindaco                   |        |
| 1915       | 1918       | Antonio Di Gioia      |                                                             | Sindaco                   |        |
| 1919       | 1924       | Costanzo Della Pietra |                                                             | Sindaco                   |        |
| 1924       | 1925       | Antonio Simeone       |                                                             | Sindaco                   |        |
| 1926       | 1926       | Antonio Mancini       |                                                             | Sindaco                   |        |
| 1927       | 1927       | Nicola Maio           |                                                             | Sindaco                   |        |
| 1928       | 1930       | Antonio Mancini       |                                                             | Sindaco                   |        |
| 1930       | 1932       | Luigi Simeone         |                                                             | Sindaco                   |        |
| 1933       | 1935       | Vito Della Pietra     |                                                             | Sindaco                   |        |
| 1936       | 1939       | Antonio Mancini       |                                                             | Sindaco                   |        |
| 1940       | 1941       | Pasquale Muccio       |                                                             | Sindaco                   |        |
| 1941       | 1943       | Antonio Simeone       |                                                             | Sindaco                   |        |
| 1944       | 1944       | Giuseppe Simeone      |                                                             | Sindaco                   |        |
| 1944       | 1946       | Antonio Della Pietra  |                                                             | Sindaco                   |        |
| 1946       | 1948       | Luigi Simeone         |                                                             | Sindaco                   |        |
| 1948       | 1948       | Giuseppe Iannuzzi     |                                                             | Sindaco                   |        |
| 1949       | 1950       | Rocco Marcarelli      |                                                             | Sindaco                   |        |
| 1950       | 1955       | Vincenzo Campone      |                                                             | Sindaco                   |        |
| 1955       | 1965       | Costanzo Savoia       |                                                             | Sindaco                   |        |
| 1965       | 1974       | Antonio Muccio        |                                                             | Sindaco                   |        |
| 1975       | 1975       | Antonio Storzieri     |                                                             | Sindaco                   |        |
| 1975       | 1980       | Antonio Fusco         |                                                             | Sindaco                   |        |
| 1980       | 1985       | Giuseppe Landi        |                                                             | Sindaco                   |        |
| 12/05/1985 | 06/06/1990 | Giuseppe Landi        | DC-PRI                                                      | Sindaco                   |        |
| 06/05/1990 | 08/03/1991 | Giuseppe Landi        | DC-PRI                                                      | Sindaco                   |        |
| 08/03/1991 | 01/06/1991 | Fiorentino Boniello   |                                                             | Commissario prefettizio   |        |
| 12/05/1991 | 07/01/1993 | Enrico Simeone        | MSI-DN-PDS                                                  | Sindaco                   |        |
| 07/01/1993 | 13/02/1993 | Fiorentino Boniello   |                                                             | Commissario prefettizio   |        |
| 23/02/1993 | 07/06/1993 | Fiorentino Boniello   |                                                             | Commissario straordinario |        |
| 06/06/1993 | 28/04/1997 | Costanzo Muccio       | DC-PDS                                                      | Sindaco                   | [ 10 ] |
| 27/04/1997 | 14/05/2001 | Costanzo Muccio       | Lista civica di centro-sinistra con PPI e PDS               | Sindaco                   | [ 11 ] |
|            |            | Giancarlo             |                                                             | Sindaco                   |        |
| 13/05/2001 | 30/05/2006 | Giancarlo Schipani    | Lista civica di centro-sinistra                             | Sindaco                   | [ 12 ] |
| 28/05/2006 | 16/05/2011 | Giancarlo Schipani    | Lista civica di centro-sinistra                             | Sindaco                   |        |
| 15/05/2011 | 20/02/2015 | Isidoro Simeone       | Lista civica di centro-destra "Alleanza per il cambiamento" | Sindaco                   |        |
| 20/02/2015 | 24/02/2015 | Maria De Feo          |                                                             | Commissario prefettizio   |        |
| 24/02/2015 | 31/05/2015 | Maria De Feo          |                                                             | Commissario straordinario |        |
| 01/06/2015 | in carica  | Vito Fusco            | Lista civica di centro-sinistra "Castelpoto 2020"           | Sindaco                   |        |

### Gemellaggi
Celano, dal 2007.
 Panni, dal 2022.

## Sport

### Calcio
Castelpoto ha come maggior esponente sportivo la compagine calcistica "Associazione Sportiva Dilettantistica Castelpoto" fondata nel 1968 e iniziatrice di una lunga tradizione calcistica poi proseguita nella Società Sportiva Castelpoto, nell'Unione Sportiva Castelpoto, nell'Associazione Sportiva Castelpoto rifondata nel 2001.
Il 5 aprile 2025 il Castelpoto è stato promosso, per la prima volta nella sua storia, al campionato regionale di Eccellenza.